# Проєкт «Carbon Mineral Challenge»
Carbon Mineral Challenge — це громадський науковий проект, спрямований на прискорення відкриття вуглецевих мінералів. Програму було запущено в грудні 2015 року за підтримки Deep Carbon Observatory. Проект завершився у вересні 2019 року, коли в 27 локаціях було знайдено 31 новий вуглецевий мінерал.

## Передумови
Мінералог Роберт Гейзен і його колеги запровадили концепцію еволюції мінералів, щоб пояснити, як життя і геологія перепліталися протягом кількох мільярдів років існування Землі. У рамках цього дослідження група розробила модель, яка поєднує розташування та розподіл відомих мінералів, щоб передбачити кількість невідомих вуглецевих мінералів на Землі. Метод схожий на статистичні методи, які використовуються в біології. Гейзен і його група передбачили, що 145 вуглецевих мінералів залишаються невідкритими на Землі.
У 2015 році журнал American Mineralogist опублікував статтю, що підтримує дослідження — «Екологія вуглецевих мінералів», а в 2015 році на осінньому засіданні Американського геофізичного союзу в Сан-Франциско було оголошено про Carbon Mineral Challenge — конкурс-виклик із пошуку нових вуглецевих мінералів. Керівником проєкту став геохімік Деніел Хаммер (Університет Південного Іллінойсу).
У центрі уваги проєкту — вуглець через важливість цього елемента для життя на Землі та те, що про це так мало відомо.

## Метод дослідження
Дослідження, що лежить в основі Carbon Mineral Challenge, базується на типі аналізу, що називається моделюванням великої кількості рідкісних подій (LNRE). Щоб дійти до загальної кількості раніше не описаних 145 вуглецевих мінералів, Гейзен і його колеги, включаючи математика Грету Гістад з Університету Пердью-Калумет, зосередилися на зв'язках різноманітності та розподілу 403 відомих вуглецевих мінералів. Використовуючи 82 922 одиниці даних про мінеральні види та їх місцеположення, зведені в таблиці на mindat.org (станом на 1 січня 2015 року), дослідники виявили, що всі вуглецеві мінерали, а також підмножини, що містять вуглець з воднем, кальцієм, натрієм або киснем, відповідають розподілам LNRE. Цей метод аналізу часто використовується в мікробіології для оцінки нових видів.
Гейзен порівнює цей метод моделювання з читанням книги. «Деякі слова, які ви читаєте знову і знову, наприклад „and“ та „the“. Ці загальні слова є скрізь, і їх легко помітити», — каже Гейзен. «З іншого боку, є слова, які можуть з'являтися лише один чи два рази у всій книзі. Зниклі мінерали Землі схожі на ці рідкісні слова; ми їх ще не знайшли, тому що вони утворилися лише в дуже небагатьох місцях і в дуже маленьких кількостях».
Дослідники відзначають, що 145 є мінімальною оцінкою невідкритих вуглецевих мінералів з двох причин. По-перше, розрахунок базується на припущенні, що мінерали продовжуватимуть відкривати за допомогою тих самих процедур. Проте очікується, що нові методи та новітні технології прискорять швидкість відкриттів. По-друге, дані з mindat.org занижують кількість найрідкісніших мінералів, знайдених виключно в одному або двох місцях; це упередження призводить до нижчих оцінок невідкритих корисних копалин.
Гейзен і його колеги продовжують досліджувати мінералогію великих даних у проєкті під назвою «Спільна еволюція гео- та біосфер: інтегрована програма абдуктивних відкриттів на основі даних у науках про Землю».

## Як працює проєкт
Щоб зареєструвати новий вуглецевий мінерал у проєкті, мінералогів просять дотримуватися протоколу, викладеного Комісією Міжнародної мінералогічної асоціації з нових мінералів, номенклатури та класифікації. Після того, як вуглецевий мінерал буде схвалено цим органом, команда, відповідальна за відкриття мінералу, надсилає свої знахідки через форму на веб-сайті проекту. Станом на грудень 2015 року було 405 відомих і занесених у каталог вуглецевих мінералів.
Проєкт зосереджений як на нових відкриттях у галузі, так і на аналізі зразків, які вже зберігаються в музеях та інших установах. З моменту запуску проєкту описано тридцять один новий вуглецевий мінерал. Хоча два мінерали, абеллаїт і паризит-(La) мають хімічний склад, передбачений дослідницькою групою, були деякі несподівані знахідки, зокрема, уранілкарбонат леосилардит і тиннункуліт, який є органічним мінералом.
Аналіз мінералів, проведений Гейзеном та його колегами, дає деякі підказки щодо перспективних місць для пошуку нових вуглецевих мінералів і передбачає їх хімічний склад.

## Список знайдених нових мінералів
У рамках проєкту були знайдені такі нові мінерали:
| Назва              | Хімічна формула                                                                  | Клас               | Верифіковано   |
| ------------------ | -------------------------------------------------------------------------------- | ------------------ | -------------- |
| Абеллаїт           | {\displaystyle {\ce {NaPb2(CO3)2(OH)}}}                                          | карбонати          | 2015, грудень  |
| Акоповаїт          | {\displaystyle {\ce {Al4Li2(OH)12(CO3)(H2O)3}}}                                  | карбонати          | 2018, жовтень  |
| Алтерит            | {\displaystyle {\ce {Zn2Fe3+4(SO4)4(C2O4)2(OH)4*17H2O}}}                         | сульфати           | 2018, жовтень  |
| Араваїт            | {\displaystyle {\ce {Ba2Ca18(SiO4)6(PO4)3(CO3)F3O}}}                             | фосфати            | 2018, жовтень  |
| Браунерит          | {\displaystyle {\ce {K2Ca(UO2)(CO3)3*6H2O}}}                                     | карбонати          | 2016, червень  |
| Девідбрауніт-(NH4) | {\displaystyle {\ce {(NH4)5(VO)2(C2O4)[PO_{2,75}(OH)_{1,25}]4*3H2O}}}            | фосфати            | 2018, грудень  |
| Едскоттит          | {\displaystyle {\ce {Fe5C2}}}                                                    | карбіди            | 2019, січень   |
| Юїнґіт             | {\displaystyle {\ce {Mg8Ca8(UO2)24(CO3)30O4(OH)12(H2O)138}}}                     | карбонати          | 2016, червень  |
| Фієммеїт           | {\displaystyle {\ce {Cu2(C2O4)(OH)2*2H2O}}}                                      | органічні мінерали | 2018, травень  |
| Лазараскеїт        | {\displaystyle {\ce {Cu(C2H3O3)2}}}                                              | органічні мінерали | 2019, березень |
| Леосилардит        | {\displaystyle {\ce {Na6Mg(UO2)2(CO3)6*6H2O}}}                                   | карбонати          | 2016, червень  |
| Маркеттіїт         | {\displaystyle {\ce {C5H7N5O3}}}                                                 | органічні мінерали | 2017, жовтень  |
| Маркіїт            | {\displaystyle {\ce {Ca9(UO2)4(CO3)13*28H2O}}}                                   | карбонати          | 2017, лютий    |
| Маркліт            | {\displaystyle {\ce {Cu5(CO3)2(OH)6*6H2O}}}                                      | карбонати          | 2016, лютий    |
| Метауроксит        | {\displaystyle {\ce {(UO2)2(C2O4)(OH)2(H2O)2}}}                                  | органічні мінерали | 2019, серпень  |
| Мейровіцит         | {\displaystyle {\ce {Ca(UO2)(CO3)2*5H2O}}}                                       | карбонати          | 2018, травень  |
| Міддлебакіт        | {\displaystyle {\ce {Cu2C2O4(OH)2}}}                                             | органічні мінерали | 2016, квітень  |
| Натро-маркіїт      | {\displaystyle {\ce {Na2Ca8(UO2)4(CO3)13*27H2O}}}                                | карбонати          | 2019, березень |
| Падлевіліт         | {\displaystyle {\ce {MgCa5Cu2(UO2)4(CO3)12(H2O)33}}}                             | карбонати          | 2018, січень   |
| Паризит-(La)       | {\displaystyle {\ce {CaLa2(CO3)3F2}}}                                            | карбонати          | 2016, серпень  |
| Фоксит             | {\displaystyle {\ce {(NH4)2Mg2(C2O4)(PO3OH)2(H2O)4}}}                            | органічні мінерали | 2018, квітень  |
| Псевдомаркіїт      | {\displaystyle {\ce {Ca8(UO2)4(CO3)12*21H2O}}}                                   | карбонати          | 2018, грудень  |
| Рамаццоїт          | {\displaystyle {\ce {[Mg8Cu12(PO4)(CO3)4(OH)24(H2O)20][(H_{0,33}SO4)3(H2O)36]}}} | сульфати           | 2017, грудень  |
| Ройміллерит        | {\displaystyle {\ce {Pb24Mg9(Si10O28)(CO3)10(BO3)(SiO4)(OH)13O5}}}               | силікати           | 2016, жовтень  |
| Шликіт             | {\displaystyle {\ce {Zn2Mg(CO3)2(OH)2*4H2O}}}                                    | карбонати          | 2018, грудень  |
| Сомерсетит         | {\displaystyle {\ce {Pb8O2(OH)2(CO3)5}}}                                         | карбонати          | 2017, вересень |
| Штрахерит          | {\displaystyle {\ce {BaCa6(SiO4)2[(PO4)(CO3)]2F}}}                               | карбонати          | 2017, березень |
| Тиннункуліт        | {\displaystyle {\ce {C5H4N4O3*2H2O}}}                                            | органічні мінерали | 2016, січень   |
| Тріазоліт          | {\displaystyle {\ce {NaCu2(N3C2H2)2(NH3)2Cl3*4H2O}}}                             | органічні мінерали | 2017, серпень  |
| Уроксит            | {\displaystyle {\ce {[(UO2)2(C2O4)(OH)2(H2O)2]*H2O}}}                            | органічні мінерали | 2018, листопад |
| Вампеніт           | {\displaystyle {\ce {C18H16}}}                                                   | органічні мінерали | 2017, червень  |
| ...                | ...                                                                              |                    |                |